# Viện Khảo cổ (Việt Nam Cộng hòa)

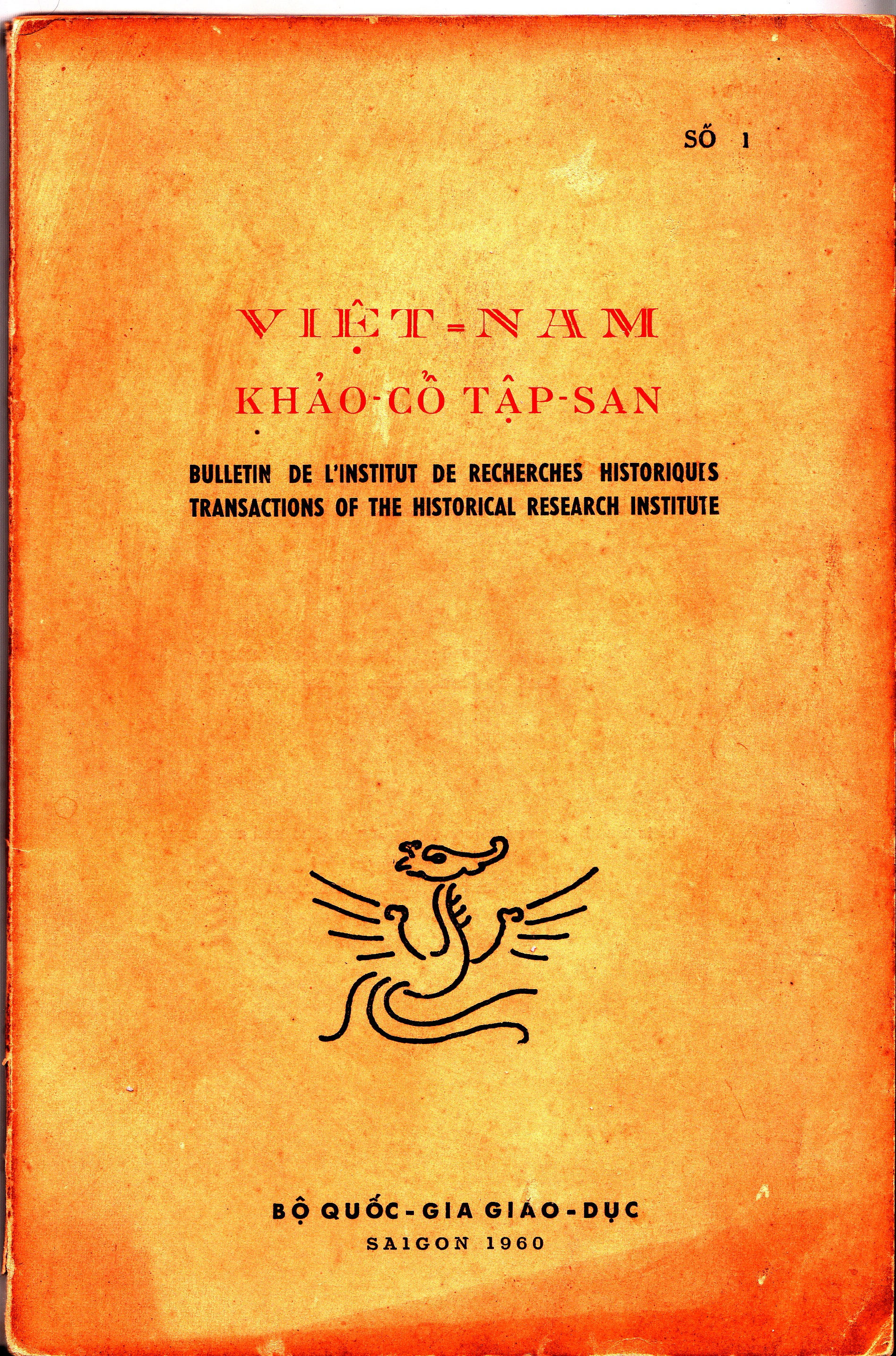
Việt Nam Khảo cổ Tập san do Viện Khảo cổ biên soạn

Viện Khảo cổ của Việt Nam Cộng hòa còn có khi gọi là Viện Khảo cổ Sài Gòn là một cơ quan nghiên cứu của Việt Nam Cộng hòa. Viện Khảo cổ thuộc Bộ Quốc gia Giáo dục.

## Thành lập
Viện Khảo cổ chính thức được thiết lập ngày 18 Tháng Giêng, 1956 theo nghị định số 19-GD của Phủ Tổng thống thời Đệ Nhất Cộng hòa Việt Nam.
Nhiệm vụ của Viện Khảo cổ đề ra là: 
1. Sưu tầm và khảo cổ, nghiên cứu khoa học nhân chủng trong nước và các xứ lân bang
2. Khảo cứu các nền văn minh, lịch sử các chủng tộc trong nước các nước láng giềng
3. Truyền bá các môn học nói trên đã thâu thái được
4. Đào tạo những chuyên viên thành thạo cho ngành khảo cổ.

## Tổ chức

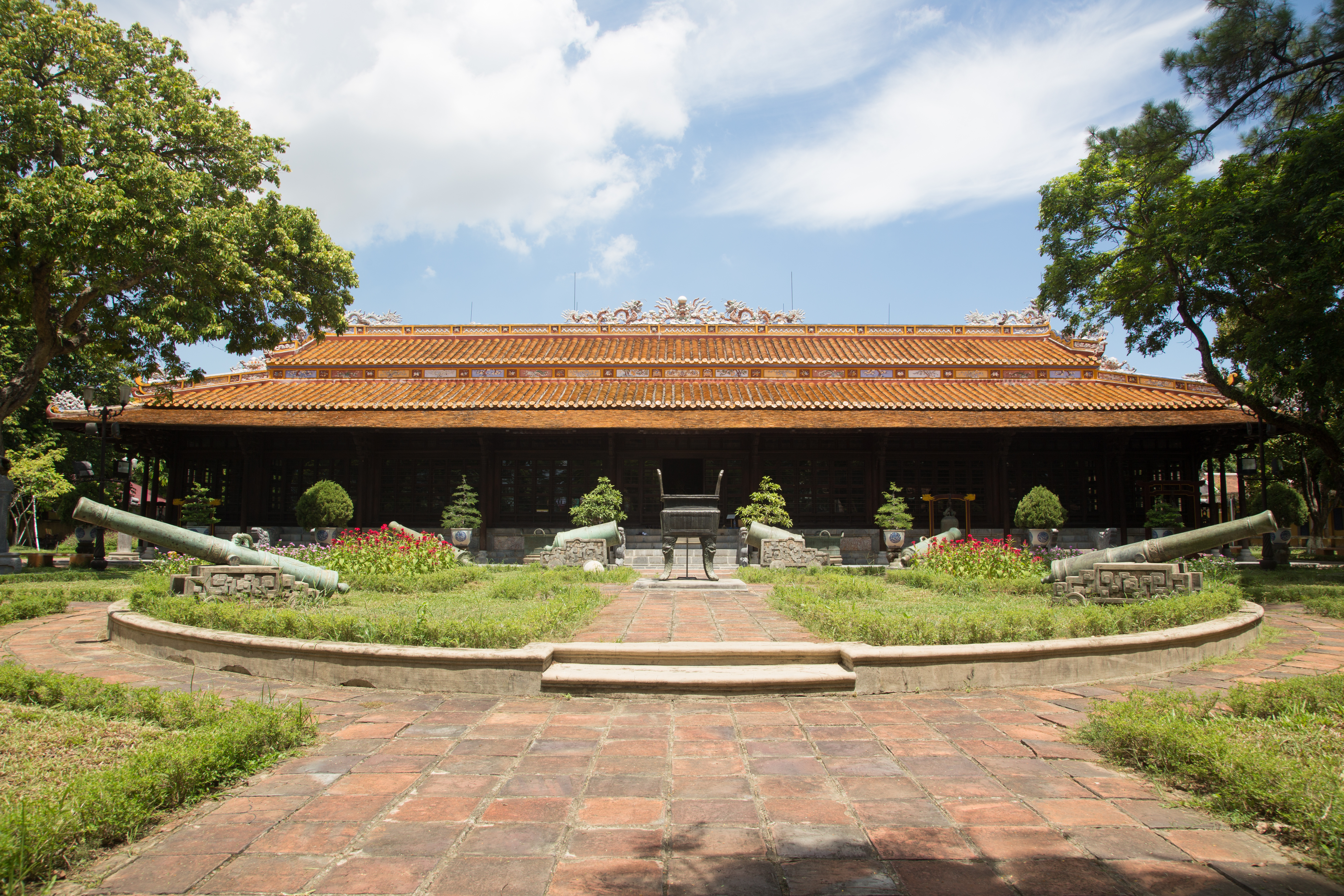
Viện Bảo tàng Huế, một cơ sở phụ thuộc Viện Khảo cổ

Viện Khảo cổ điều hành việc bảo tồn cổ tích, khai quật di chỉ, thu thập các cổ vật cần lưu trữ và bảo vệ, cùng điều hành các viện bảo tàng như Viện Bảo tàng Quốc gia Việt Nam ở Sài Gòn, Viện Bảo tàng Huế ở cố đô Huế và Bảo tàng Chàm ở Đà Nẵng.
Đứng đầu Viện Khảo cổ là Giám đốc của Viện, thêm một chánh sự vụ phụ tá. Viện được chia thành sáu phân vụ hành chánh, gọi là sáu phòng:
1. Phòng công văn hành chánh và kế toán,
2. Thư viện khảo cứu
3. Phòng sưu tầm
4. Phòng khảo cứu
5. Phòng bảo tồn cổ tích
6. Bảo tàng viện khảo cứu

## Hoạt động
Trong thời gian tồn tại, Viện Khảo cổ có những thành tích như:
- Mở cuộc khảo sát các di tích Chàm ở miền Trung
- Duyệt xét và in bộ Khâm định Việt sử Thông giám Cương mục (1960)[1]
- In Tự Đức thánh chế tự học giải nghĩa ca và Đại Việt sử ký toàn thư I
- Xuất bản Hồng Đức bản đồ (Giáo sư Bửu Cầm) năm 1962[2]
- Dịch và in bộ Đại Nam chính biên liệt truyện (Giáo sư Tạ Quang Phát) năm 1970[3]
- Phát hành định kỳ Việt Nam Khảo cổ Tập san
- Điều hành Thư viện Khảo cổ (trước ở số 7 đường Nguyễn Bỉnh Khiêm, sau chuyển về đường Gia Long, Sài Gòn). Thư viện này sau năm 1975 lấy tên là Thư viện Viện Khoa học Xã hội.[4]
- Viện Khảo cổ đã thu thập được nhiều tài liệu như văn tịch của Trương Vĩnh Ký do gia đình họ Trương hiến tặng năm 1958[5]
- Lưu trữ nhiều bản khắc gỗ tranh Tết mộc bản.[6]
- Chụp vi ảnh tập tranh do Henri Oger sưu tập[7]

## Nhân vật liên quan
- Trương Bửu Lâm: Giáo sư, Giám đốc Viện Khảo cổ 1958-
- Nguyễn Khắc Kham: Giáo sư, Chánh sự vụ xử lý Giám đốc Viện Khảo cổ 1956[8]
- Nghiêm Thẩm: Giáo sư, Giám đốc Viện Khảo cổ
- Nguyễn Bá Lăng: Kiến trúc sư, tòng sự chuyên môn kiến trúc